# Kalamus rotangowy
Kalamus rotangowy (Calamus rotang L.) – gatunek roślin z rodziny arekowatych (Arecaceae). Ma wiele nazw zwyczajowych: rotang właściwy, palma rotangowa, trzcina hiszpańska, trzcina indyjska, trzcinopalma rotang, kalamus właściwy, rattan, śmigna rotang. Rośnie dziko na Cejlonie i w Indiach.

## Morfologia
PokrójPnącze o kolczastych, wiotkich, długich pędach, które są ulistnione na całej długości i osiągają znaczną długość.
KwiatyZebrane w wiechowate, wiotkie kwiatostany osłonięte za młodu licznymi i drobnymi pochwami osłaniającymi poszczególne części kwiatostanu.
OwoceKuliste, jadalne, wielkości wiśni jagody osłonięte łuskowatą, twardą okrywą.

## Zastosowanie
- Szczyty młodych pędów spożywane jako warzywo.
- Łodygi, które są cienkie, giętkie, o długości 1 m, używane są do wyrobu koszy, plecionek, mebli, sieci, lasek oraz mat.
- W podobny sposób wykorzystuje się niektóre inne gatunki z rodzaju kalamus.